# Lola (film fra 1998)
 For alternative betydninger, se Lola. (Se også artikler, som begynder med Lola)
Lola (tysk: Lola rennt) er en tysk film fra 1998 skrevet og instrueret af Tom Tykwer.
Filmen handler om kvinden Lola, som skal skaffe hurtige penge. Filmen leger med sommerfugleeffekten, da den viser 3 forskellige handlinger, blot ved en lille ændring.

## Medvirkende
- Franka Potente som Lola
- Moritz Bleibtreu som Manni
- Herbert Knaup som Papa
- Nina Petri som Frau Hansen
- Armin Rohde som Herr Schuster
- Joachim Król som Norbert von Au
- Ludger Pistor som Herr Meier
- Suzanne von Borsody som Frau Jäger
- Sebastian Schipper som Mike
- Julia Lindig som Doris
- Lars Rudolph som Herr Kruse
- Ute Lubosch som Mama
- Monica Bleibtreu som den blinde kvinde
- Heino Ferch som Ronnie
- Hans Paetsch som fortæller

## Eksterne links
- Lola på Internet Movie Database (engelsk)
- Lola på Filmdatabasen
- Lola på Scope
- Lola i Svensk Filmdatabas (svensk)
- Lola på AlloCiné (fransk)
- Lola på MovieMeter (nederlandsk)
- Lola på AllMovie (engelsk)
- Lola på Turner Classic Movies (engelsk)
- Lola på The Movie Database (engelsk)
- Lola på Rotten Tomatoes (engelsk)